# ليو فوكس
ليو فوكس (بالإنجليزية: Leo Fuchs)‏ هو ممثل أمريكي، ولد في 15 مايو 1911 في أوكرانيا، وتوفي في 31 ديسمبر 1994 بلوس أنجلوس في الولايات المتحدة.

## أعمال

### أفلام
- (1979) فتى فريسكو

## وصلات خارجية
- ليو فوكس على موقع IMDb (الإنجليزية)
- ليو فوكس على موقع ديسكوغز (الإنجليزية)
- ليو فوكس على موقع قاعدة بيانات الفيلم (الإنجليزية)